# Duffy, il re del doppio gioco
Duffy, il re del doppio gioco (Duffy) è un film del 1968 diretto da Robert Parrish.
È un film commedia britannico e  statunitense con Susannah York, James Coburn, James Mason e James Fox.

## Produzione
Il film, diretto da Robert Parrish su una sceneggiatura di Harry Joe Brown Jr. e Donald Cammell con il soggetto di Pierre de la Salle, fu prodotto da Martin Manulis per la Columbia Pictures e girato ad Almería in Spagna e nei Shepperton Studios in Inghilterra. Il titolo di lavorazione fu Avec-Avec. Il brano della colonna sonora I'm Satisfied, cantato da Lou Rawls, fu composto da Cynthia Weil, Barry Mann e Ernie Freeman (parole e musica).

## Distribuzione
Il film fu distribuito con il titolo Duffy nel Regno Unito nell'ottobre del 1968 al cinema dalla Columbia Pictures
Altre distribuzioni:
- negli Stati Uniti il 16 settembre 1968
- in Svezia il 28 ottobre 1968
- in Francia il 25 dicembre 1968 (Duffy le renard de Tanger)
- in Italia il 16 gennaio 1969 (Duffy il re del doppio gioco)
- in Danimarca il 20 febbraio 1969 (Duffy, ræven fra Tanger)
- in Finlandia il 21 marzo 1969 (Duffy - Tangerin kettu)
- in Giappone il 6 settembre 1969

## Critica
Secondo il Morandini il film si segnala per i suoi "momenti morti": il "disegno dei caratteri, la descrizione degli ambienti, l'ironia con cui Parrish controlla il racconto". Secondo Leonard Maltin il film è una "mediocre commedia criminale" che si segnala per lo "spreco di tutti i talenti coinvolti" ma anche per la "bella fotografia".

## Promozione
Le tagline sono:
- "Some helpful hints for those who are very rich, very beautiful, very hip, elaborately oversexed, tuned in, turned on, and bored to death.".
- "Columbia Shoots The Works For '68!".